# アパーチャー
アパーチャー（英語: aperture）とは、カメラにおけるレンズの口径のことである。アパーチュアともいう。
絞りによって形作られる開口部の大きさで、そのサイズはF値で表される。
また、カメラ、映写機などで、フィルムに光線が当たり、画面枠が決まる窓の部分もアパーチャー（アパーチュア）とも呼ぶ（なおフィルムを貼付けた窓付きカードをアパーチャーカードという）。
この他、プリント基板の作成に使われる原版の構成要素もアパーチャーといわれる。